# Терсюкське
Терсю́кське (рос. Терсюкское) — село у складі Шатровського району Курганської області, Росія. Адміністративний центр Терсюкської сільської ради.
Населення — 621 особа (2010, 678 у 2002).
Національний склад станом на 2002 рік: росіяни — 95 %.